# 오스테를리츠교
오스테를리츠교(프랑스어: Pont d'Austerlitz)는 프랑스 파리의 센강을 가로지르는 다리이다. 이 이름은 아우스터리츠 전투(1805)에서 유래되었다.

## 위치

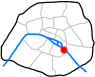
센강에서 오스테를리츠교의 위치

이 다리는 파리 12구의 르드뤼-롤랭 거리(프랑스어: rue Ledru-Rollin)와 5구와 13구의 파리 식물원을 연결한다.

## 역사

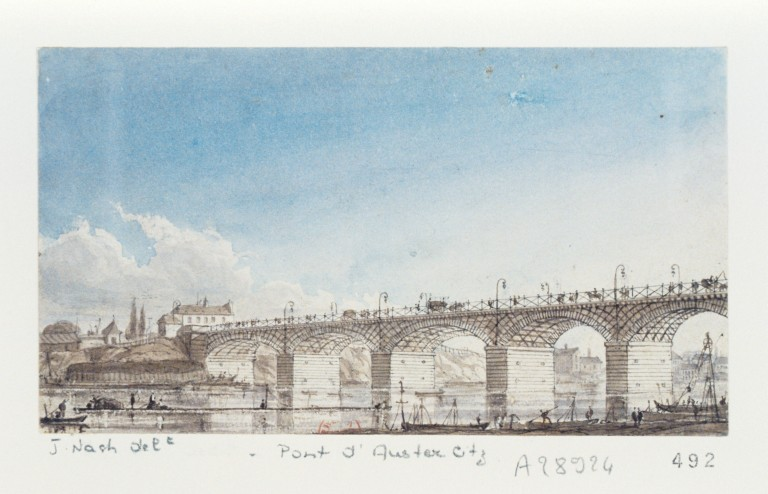
19세기 오스테를리츠교

오스테를리츠교는 오른쪽 강둑에 있는 포부르 생앙투안과 왼쪽 강둑에 있는 파리 식물원을 연결해야 한다는 필요성에 의해 19세기 초에 다리가 건설되기 시작했다. 1801년, 기술자인 베케이 드 보프레(Becquey de Beaupré)는 5개의 아치로 된 다리를 제안했다. 1854년, 다리는 위험하다고 판단되어 1855년에 돌로 재건되었으며, 1885년에 폭이 18m(59ft)로 연장되었다. 현재는 폭이 30m(98ft)까지 늘어나게 되었다.
다리의 명칭은 1805년 12월 2일 이뤄졌던 아우스터리츠 전투에서 프랑스 제1제국의 나폴레옹 군대가 러시아 제국과 오스트리아 제국을 승리하면서 이를 기념하여 붙여졌다.